# Gönneranlage

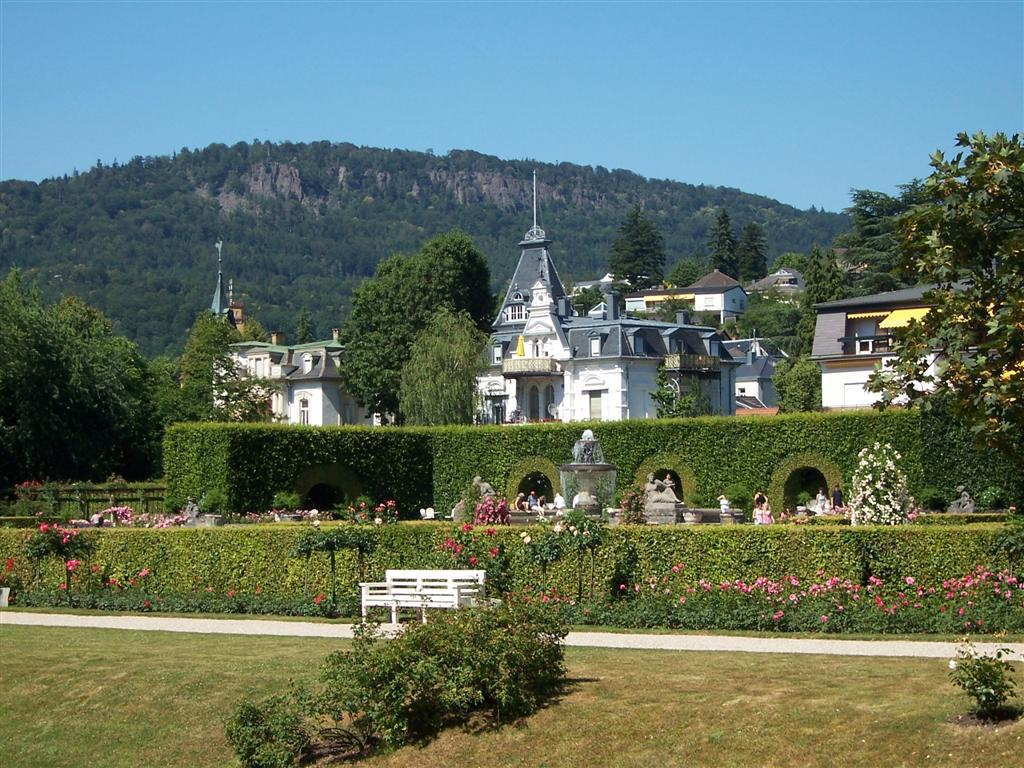
Gönneranlage

Die Gönneranlage in Baden-Baden ist eine direkt an der Oos gelegene Parkanlage im Bereich der Lichtentaler Allee. Sie wurde vom deutsch-amerikanischen Kaffeekönig Hermann Sielcken gestiftet, nach dem Baden-Badener Oberbürgermeister Albert Gönner benannt, von Max Laeuger entworfen und zwischen 1909 und 1912 angelegt.
Die Anlage war ursprünglich streng symmetrisch angeordnet, im nördlichen Bereich wurden jedoch nachträglich Flächen dem angrenzenden Bertholdbad zugeschlagen. In dem Heckengarten werden seit 1952 Rosen angebaut und gepflegt. Mittlerweile werden ungefähr 360 Rosensorten gezählt.
Betritt man die Gönneranlage über die Josephinenbrücke, so erblickt man jenseits einer von Rosenbüschen flankierten Rasenfläche den Josephinenbrunnen mit großem Bassin, in dem Goldfische und Teichrosen zu finden sind. Der Brunnen wurde von dem Münchner Bildhauer Josef Flossmann im Jugendstil entworfen. Die linke Figur personifiziert die Badekur, die rechte Figur die Trinkkur.
Brücke und Brunnen sind benannt nach Josephine Sielcken, der Ehefrau des Stifters. Bänke und Tischgruppen laden zum Verweilen und zum Genießen der Rosenpracht ein.
Zu erreichen ist die Gönneranlage über die Lichtentaler Allee oder die Ludwig-Wilhelm-Straße.

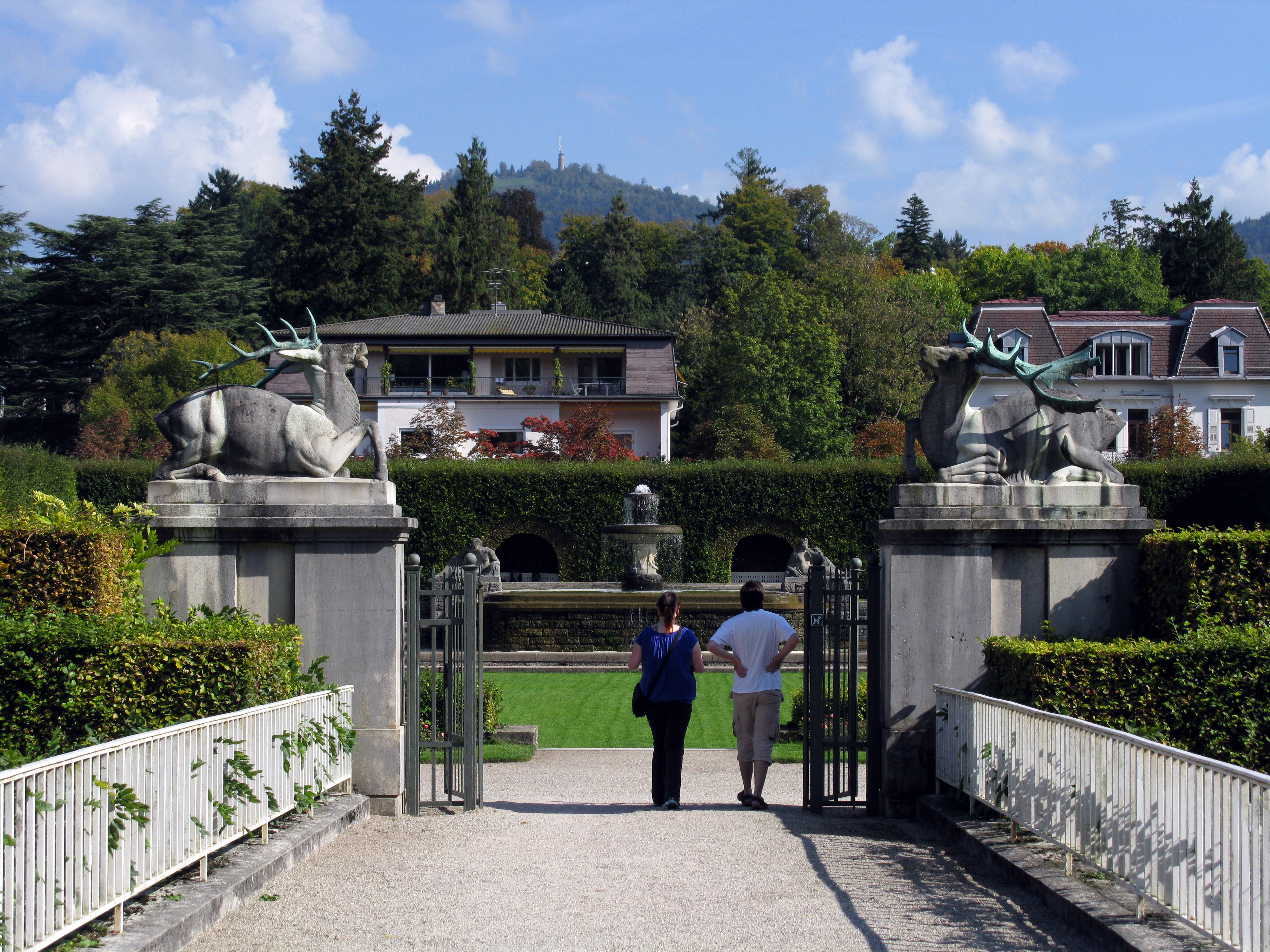
Haupteingang über die Josephinenbrücke
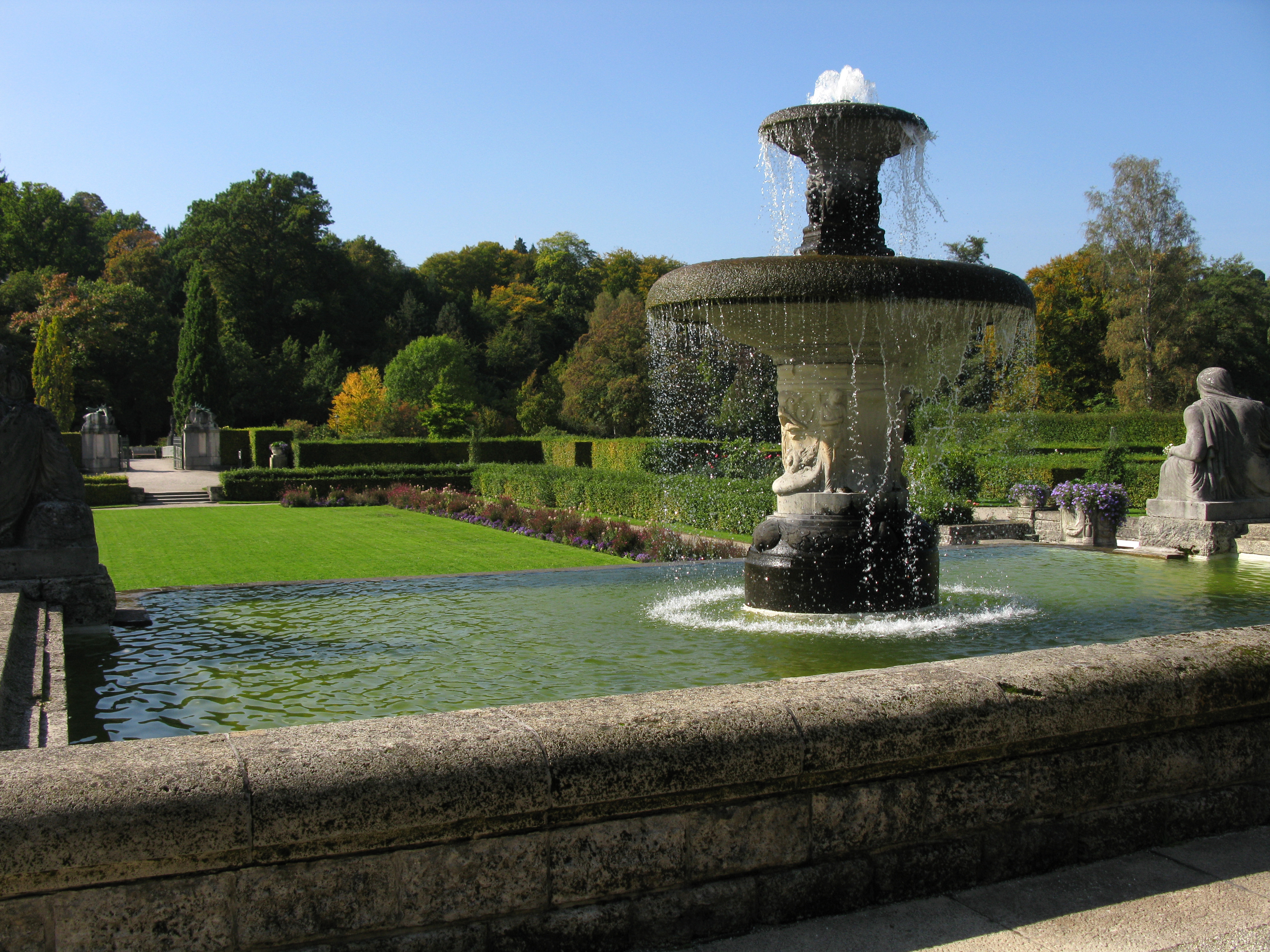
Josephinenbrunnen
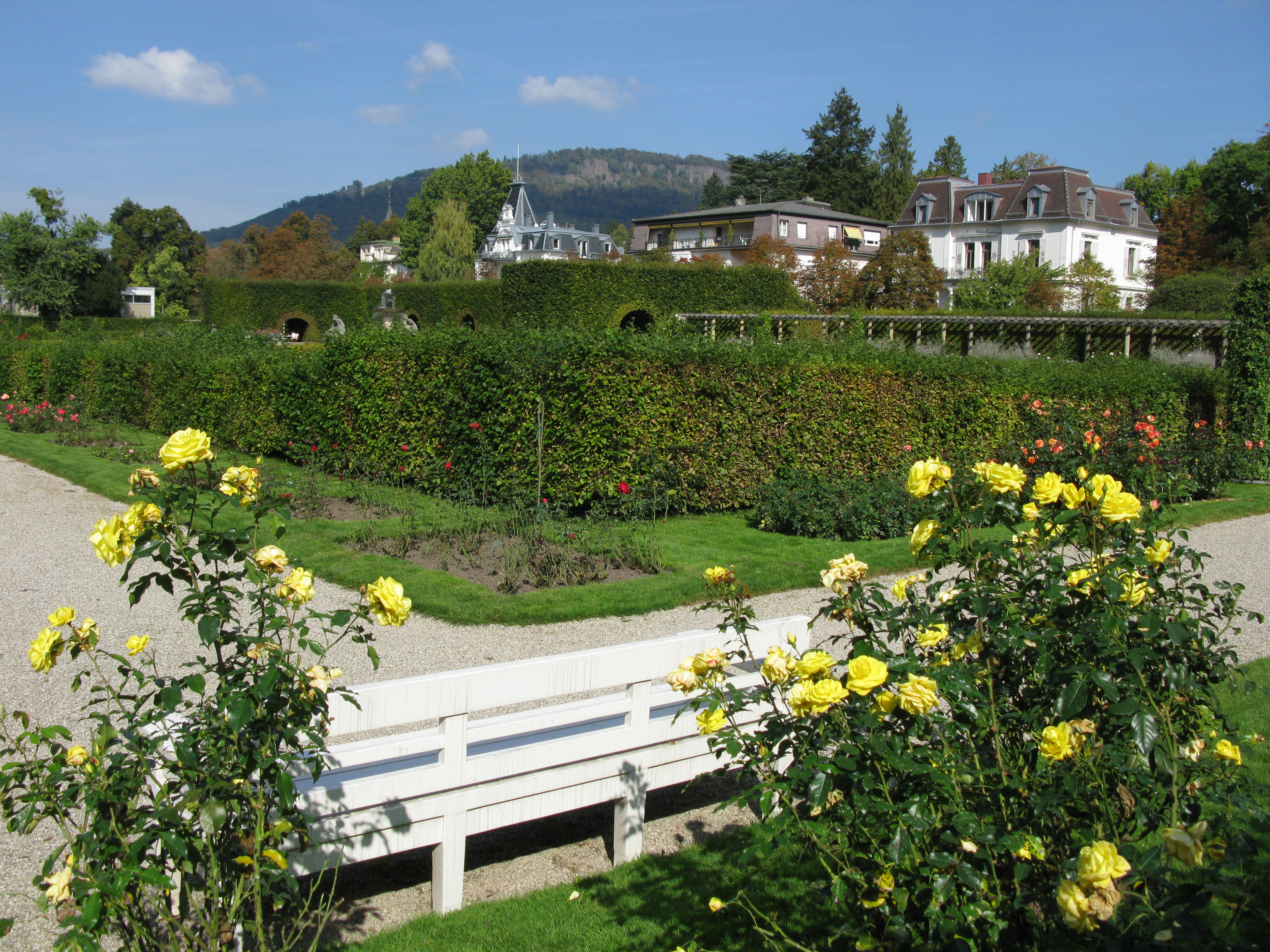
Rosengarten
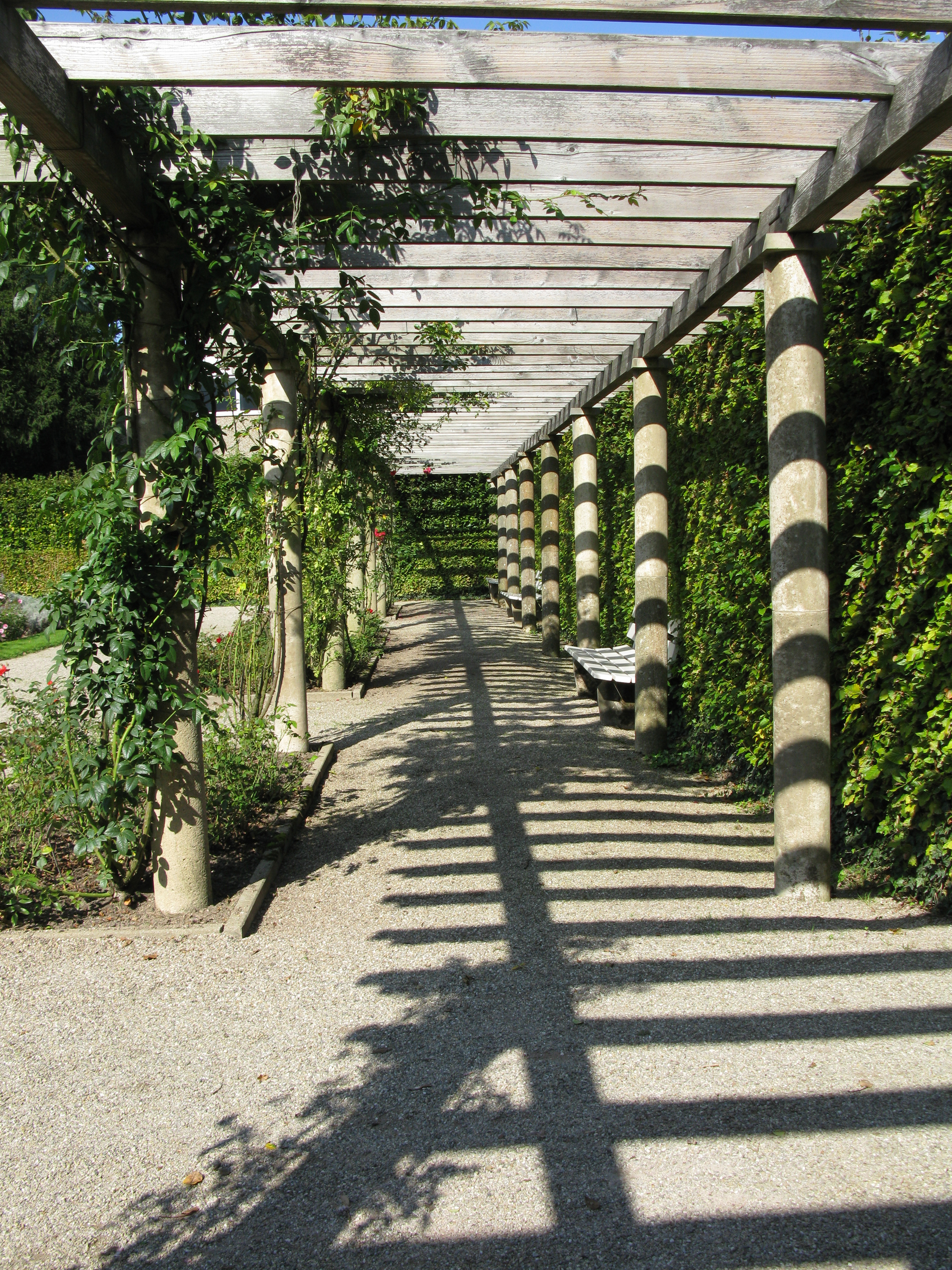
Pergola